# Rimator
Rimator is een geslacht van zangvogels uit de familie van de Pellorneidae. De wetenschappelijke naam van het geslacht is voor het eerst geldig gepubliceerd in 1847 door Edward Blyth. DNA-onderzoek naar de verwantschappen binnen de  Pellorneidae leidde ertoe dat deze soorten in het geslacht Napothera werden ondergebracht.

## Soorten
- Sumatraanse dwergkruiplijster (Napothera albostriata synoniem: Rimator albostriatus)
- Assamdwergkruiplijster (Napothera malacoptila synoniem: Rimator malacoptilus)
- Vietnamese dwergkruiplijster (Napothera pasquieri synoniem: Rimator pasquieri)